# Neoantistea crandalli
Neoantistea crandalli är en spindelart som beskrevs av Willis J. Gertsch 1946. Neoantistea crandalli ingår i släktet Neoantistea och familjen panflöjtsspindlar. Inga underarter finns listade i Catalogue of Life.